# Рик Флаг
Рик Флаг (англ. Rick Flag) — это собирательное имя, используемое для обозначения нескольких вымышленных персонажей, фигурирующих в американских комиксах издательства DC Comics. Хотя у каждого персонажа одно и то же имя, они изображаются как отдельные члены семьи, которые обычно играют важную роль в сотрудничестве с правительством и военными США во Вселенной DC.
Первоначальный Рик Флаг-ст. (англ. Rick Flag Sr.), известный как Ричард Монтгомери Флаг-ст. (англ. Richard Montgomery Flag Sr.), является ветераном Второй мировой войны и полевым командиром Эскадрона самоубийц. Эта группа военного времени состояла из осуждённых людей, которых использовали в качестве расходного материала для выполнения особо сложных заданий. Несмотря на внутренние конфликты в отряде, под руководством Рика Флага-ст. команда добивалась успеха в выполнении своих миссий. После окончания Второй мировой войны персонаж создаёт семью, и перед смертью у него рождается сын, которого называют в его честь. Ричард Роджер Флаг-мл. (англ. Richard Roger Flag Jr.), также известный как Рик Флаг-мл. (англ. Rick Flag Jr.), является наиболее заметным и широко признанным воплощением персонажа в комиксах и других работах. Обычно его изображают как полевого командира современной Оперативной группы X, также известной как Отряд самоубийц, как и его предшественника. Лидерские качества и исключительные навыки Рика Флага-мл. снискали ему репутацию одного из самых преданных и заслуживающих доверия оперативников Аманды Уоллер в команде, несмотря на высокий уровень смертности, связанный с их миссиями. В некоторых версиях персонаж был альтернативно изображён как солдат по имени Энтони Миллер (англ. Anthony Miller), которому, как предполагалось, были имплантированы ложные воспоминания, и он считал себя сыном первоначального Рика Флага. Однако в современных изданиях этот аспект часто игнорируется. В некоторых переизданиях Рик Флаг-мл. иногда изображается как внук первоначального Рика Флага, а не как его прямой сын.
Первое игровое появление персонажа состоялось в телесериале «Тайны Смолвиля», где его роль исполнил Тед Уиттолл. В Расширенной вселенной DC роль Рика Флага-мл. исполнял Джоэл Киннаман в фильмах «Отряд самоубийц» (2016) и «Отряд самоубийц: Миссия навылет» (2021). Фрэнк Грилло озвучивает его отца, Рика Флага-ст., в мультсериале Вселенной DC «Монстры-коммандос» (2024), и он будет играть персонажа в предстоящем фильме «Супермен» (2025) и во втором сезоне «Миротворца».

## Биография персонажа

### Рик Флаг-ст.
Ричард Монтгомери Флаг во время Второй мировой войны возглавлял подразделение под названием Эскадрон самоубийц. В своей первой миссии Флаг был единственным выжившим. После этого его команда добивалась всё больших успехов и сократила потери. После войны он женился на Шэрон Рэйс. В 1951 году, после исчезновения Общества Справедливости Америки и других супергероев, президент Гарри С. Трумэн снова обратился к Флагу, когда он создал Оперативную группу X.

Оперативная группа X состояла из двух подразделений: военного подразделения «Анджент» (возглавляемого «Контролем») и гражданского подразделения «Отряд самоубийц», которое занимается гражданскими делами — злодеями в масках и тому подобным. Коммандер Джеб Стюарт возглавлял военную часть, которая имеет дело с национальными и международными кризисами. Хотя деятельность Арджента прекратилась после 1960 года, Отряд самоубийц Стюарта продолжал свою деятельность. В конце концов, Флаг пожертвовал собой, чтобы остановить бывшего врага Чёрных Ястребов, Колесо войны.

### Рик Флаг-мл.
Флага заменил в команде его теперь уже взрослый сын Ричард Роджерс Флаг. Юный Рик возглавил новую общественную команду, в которую вошли его девушка Карин Грейс, доктор Хью Эванс и Джесс Брайт. Во время одной трагической миссии в Камбодже их преследовал йети. Эванс, Брайт и йети упали в расщелину, предположительно разбившись насмерть. Брайт выжил и разозлился из-за того, что его бросили.
Обмороженного и находящегося на грани смерти Брайта нашли китайцы, которые вылечили его. Затем его передали русским, которые превратили его в бионического монстра по имени Кощей Бессмертный. Обладая опытом в инженерном деле, Брайт участвовал в создании Ракетной Красной Бригады и оказал помощь народу Курака в создании их команды металюдей Натиск. Грейс также тайно родила сына Флага и отдала его в приёмную семью. Позже Рик был послан внедриться в команду Забытых героев в качестве правительственного шпиона. После «смерти» лидера Забытых героев, Бессмертного человека, команда распалась, а Флаг тайно работал на правительство США.
Затем правительство поручило Рику Флагу-мл. возглавить новый Отряд самоубийц, сформированный Амандой Уоллер, и он неохотно согласился на эту роль. Рик сразу же начал проявлять признаки нестабильности, которые усилились, когда Карин Грейс стала медиком команды. Флаг ненавидел работать с преступниками, находившимися под его командованием, и его возмущало то, что он и Дэдшот были в чём-то похожи.
Однако в Отряде самоубийц были и светлые стороны, поскольку команда не была полностью заполнена преступниками. Ночная Тень, хотя поначалу и недолюбливала Флага, когда её заставили стать соучастницей убийства, когда она стала работать под прикрытием в Джихаде, постепенно прониклась к нему симпатией. Однако она так и не смогла признаться ему в своих чувствах, а он и не обращал на это внимания.
Флаг также поддерживал хорошие отношения с Немезисом и Бронзовым Тигром, хотя оба они в некотором смысле были против Флага. Хотя у Немезиса были чувства к Ночной Тени, о чём Флаг не подозревал, он отошёл в сторону и уважал чувства Ночной Тени. Точно так же Тигр изначально был назначен лидером Отряда, но вместо этого его заменил Флаг, с чем у Тигра не возникло проблем.
Преданность Флага своим товарищам по команде и Уоллер была очевидна в том факте, что он не уклонился от конфликта с Лигой справедливости, чтобы освободить Немезиса из советского плена. Он также угрожал чиновнику, который угрожал должности Уоллер.
Это никак не повлияло на психическую неуравновешенность Флага, и вскоре она усугубилась. Флаг возглавил другой отряд в смертельно опасной миссии с участием Рокового патруля, в котором он был единственным выжившим. Смерть Карин Грейс также усилила это чувство, и оно достигло апогея, когда американский сенатор Крэй пригрозил обнародовать информацию о существовании Отряда самоубийц.
Сам того не ведая, Аманда Уоллер уже справилась с угрозой, и Флаг решил убить Крэя, чтобы обеспечить существование Отряда самоубийц, хотя и ненавидел некоторых из его членов. Отряд решил остановить его, получив разрешение сделать это любыми необходимыми средствами. Злодей Дэдшот нашёл Флага и Крэя, но вместо того, чтобы убить Флага, Дэдшот убил сенатора. Флаг был вынужден бежать, и, сам того не желая, существование Отряда самоубийц всё же было раскрыто.
Флаг решил уничтожить команду Джихад раз и навсегда, узнав, что его отец ранее, во время Второй мировой войны, атаковал их цитадель Йотунхейм, чтобы нейтрализовать нацистский прототип ядерного оружия. Он оставил записку Ночной Тени, в которой подробно описал свои планы. Бомба всё ещё была там, погребённая под обломками, и Джихад не подозревал о её присутствии. Флаг прокрался внутрь и уничтожил всех, кто был на пути к самой бомбе. Он лично сражался с лидером Джихада Рустамом, как раз перед тем, как взорвалась бомба.
После своей смерти Флаг появился в выпуске про Капитана Атома, где его душа была спасена от вечного пребывания в Чистилище и воссоединилась с Карин в Раю. Его версия из Чистилища также появляется в ограниченной серии комиксов Day of Judgement. Вместе с другими душами, попавшими в Чистилище, он сражается с небесными агентами от имени всё ещё живой команды супергероев. Как указано в пятом выпуске серии, его бунтарские действия дали ему ещё один шанс на загробную жизнь.
Год спустя в Checkmate (том 2) #6 выясняется, что Рик Флаг жив и Бронзовый Тигр спасает его из секретной куракской тюрьмы. Он провёл там в заключении четыре года, пока Аманда Уоллер не обнаружила его и не предупредила Тигра о его местонахождении. Позже выяснилось, что Рик возглавлял подпольный Отряд самоубийц по приказу Аманды Уоллер и вопреки чётко выраженному мандату организации «Шах и мат».
Как показано в Suicide Squad: Raise the Flag #2, Рустам использовал свой ятаган, чтобы телепортировать себя и Рика Флага в Скартарис. В Raise the Flag #5 генерал Уэйд Эйлинг признаёт, что Рик Флаг-мл. на самом деле не сын Рика Флага-ст., а солдат по имени Энтони Миллер, которому Эйлинг промыл мозги, заставив поверить, что он сын Флага. Состояние Миллера означает, что Эйлинг всё ещё контролирует его и использует как часть своего захвата Отряда самоубийц. Вынужденный активировать взрывной имплантат в мозгу Аманды Уоллер, Миллер вырывается из-под контроля своего разума, и ему хватает времени, чтобы активировать имплантат Эйлинга, оставляя его достаточно беспомощным, чтобы его схватили. Столкнувшись с возможностью отказаться от своей предполагаемой личности и вернуться домой, Миллер решает, что Отряду самоубийц нужен Рик Флаг, и отказывается от предложения.

### Рик Флаг III
Маленький сын Рика Флага-мл. от Карин Грейс, который также носил его имя, был похищен Кощеем Бессмертным, членом Джихада, но был спасен Немезисом из Отряда самоубийц. Позже, когда Флаг-мл. и Бронзовый Тигр посетили приёмный дом Ричарда Флага III, Флаг-мл. отказался подойти к нему.

## Способности
Рик Флаг-мл. известен своими исключительными способностями военного пилота, а также мастерством в военной тактике, стратегии и руководстве. Персонаж обладает обширной боевой и специальной подготовкой, демонстрируя опыт как в рукопашном, так и в вооружённом бою. Кроме того, Рик Флаг-мл. хорошо разбирается в использовании широкого спектра оружия, обычно используемого солдатами вооружённых сил США.

## Вне комиксов

### Телевидение
- Полковник Рик Флаг-мл. появляется в эпизоде «Оперативная группа X» сериала «Лига справедливости: Без границ», где его озвучивает Адам Болдуин.[17] Эта версия является членом проекта «Кадмус» и лидером Оперативной группы X.
- Рик Флаг появляется в сериале «Тайны Смолвиля», где его роль исполняет Тед Уиттолл. Настоящее имя этой версии — Ричард Стаффорд, и он является лидером Отряда самоубийц, который сначала работал на Аманду Уоллер, а затем был вынужден шантажом работать на Хлою Салливан.
- Рик Флаг появляется в аниме-сериале «Отряд самоубийц из другого мира», где в японской версии его озвучивает Таку Ясиро, а в английской версии — Джереми Джи.[17][18][19]

### Кино
- Рик Флаг-мл. появляется в мультфильме «Лига Справедливости: Новый барьер», где его озвучивает Лекс Лэнг.[20] Эта версия является инструктором и вторым пилотом Хэла Джордана во время полета на Марс. Кроме того, в конце фильма в эпизодической роли появляется молодой Рик Флаг-мл., хотя он не говорит ни слова.

### Расширенная вселенная DC / Вселенная DC
Рик Флаг-мл. появляется в проектах Расширенной вселенной DC (DCEU) и Вселенной DC (DCU) в исполнении Джоэла Киннамана, в то время как его отец, генерал Рик Флаг-ст., появляется в проектах DCU в исполнении Фрэнка Грилло.
- В фильме «Отряд самоубийц» (2016) Аманда Уоллер нанимает офицера спецназа Флага-мл., чтобы он присматривал за Джун Мун, в которую он влюбляется, а позже ему поручают возглавить Отряд самоубийц на полевых заданиях. После того, как Чародейка овладевает Мун, он возглавляет отряд, который должен спасти её и сорвать план ведьмы по завоеванию мира.
- Флаг-мл. возвращается в фильме «Отряд самоубийц: Миссия навылет» (2021).[23] Он возглавляет новое команду отряда, выполняющую миссию по уничтожению лаборатории на Корто-Мальтезе под названием Йотунхейм, которая проводит бесчеловечные эксперименты с помощью инопланетянина Старро. Узнав, что правительство США тайно финансировало эксперименты, Флаг пытается извлечь жёсткий диск, содержащий информацию, и слить её, но его убивает членом отряда Миротворец, которому Уоллер тайно поручила избавиться от информации.
- Флаг-мл. появляется в первом сезоне сериала «Миротворец» на архивных кадрах из «Миссии навылет».
- Флаг-ст. впервые появляется в мультсериале «Монстры-коммандос».[24][25][20] Эта версия представляет собой современного генерала, которому Уоллер поручила возглавить команду заключённых нелюдей из Белль-Рив под кодовым названием Оперативная группа М/Монстры-коммандос, чтобы не дать амазонской чародейке Кирке убить принцессу Поколистана Илану Ростович.[26] За это время у Флага-ст. завязываются романтические отношения с Ростович. После того, как задержали Кирку и привели её в Белль-Рив для допроса, Флаг-ст. вместе с Уоллер и Джоном Экономосом узнают, что у Кирки есть видение апокалиптического будущего, в котором Ростович и её армия свергнут различные нации и убьют многих супергероев Земли. Флаг-ст. не уверен в видении Кирки и отказывается возвращаться в Поколистан, чтобы убить Ростович, и его остраняют от миссии. Позже он встречает Эрика Франкенштейна, который объединяется с ним, чтобы продолжить расследование видения Кирки. Флаг-ст. и Эрик в конце концов сталкиваются с Глиноликим, который убил профессора Айлу МакФирсон, специалиста по изучению Фемискиры, и, по-видимому, обманул Уоллер, чтобы она поверила Кирке. В завязавшейся драке Флаг-ст. получает тяжёлое ранение, в результате чего его госпитализируют. Позже ему удаётся убедить Уоллер помешать Оперативной группе М выполнить их миссию, поскольку она даже обнаруживает в доме МакФирсон труп настоящего профессора. Хотя на самом деле Ростович наняла Глиноликого, чтобы заставить их обоих поверить в её невиновность. Однако позже команда обнаруживает видеозапись, на которой она запечатлена с Глиноликим, после чего Невеста, преемница Флага-ст. на посту лидера Оперативной группы М, убивает Ростович, которая хладнокровно убила члена их команды Нину Мазурски, к которой Невеста привязалась, во время неудачного покушения на принцессу.
- Флаг-ст. появляется в фильме «Супермен» (2025).[27] Он присутствовал на презентации Лекса Лютора о создании PlanetWatch для защиты от внеземных угроз, таких как Супермен, хотя и он не доверял мотивам Лютора. После того, как Лютор публикует видеозапись послания родителей Супермена, в котором говорится об их намерении, чтобы Супермен правил Землёй, Флаг-ст. берёт Супермена под стражу. Когда предательские действия Лютора раскрываются, Флаг-ст. встречается с министром обороны Мори, чтобы обсудить растущее влияние металюдей на мировой арене.
- Флаг-ст. вернётся во втором сезоне «Миротворца».[28]

### Видеоигры
- Рик Флаг-мл. появляется в игре Batman: Arkham Origins Blackgate, где вновь озвучил Адам Болдуин.
- Рик Флаг-мл. появляется в игре Suicide Squad: Kill the Justice League, где его озвучивает Джим Пирри.